# Фільдерський тунель
48°46′56″ пн. ш. 9°11′17″ сх. д. / 48.78223° пн. ш. 9.1881° сх. д.
Фільдерський тунель (нім. Fildertunnel, попередня планувальна назва Аеропортовий тунель) — залізничний тунель, що будується в рамках проекту «Штутгарт 21». 
З довжиною 9468 м це найдовший тунель у проекті, а після завершення він стане найдовшим двогалерейним залізничним тунелем і третім за довжиною тунелем у Німеччині.
Споруда сполучає майбутню підземну станцію Штутгарт-Головний з рівниною Фільдер, яка знаходиться приблизно на 154 м вище , і стане частиною нової залізниці Штутгарт — Вендлінген. 
Витрати на будівництво 753,9 

мільйонів євро були заплановані для цієї дільниці на кінець 2009 року (до оптимізації витрат).
За даними Deutsche Bahn, контракт на будівництво тунелю 

укладено 30 липня 2011 року. 
 
Дві третини обсягу контракту в 720 мільйонів євро, який також містить будівництво тунелю Обертюркгайм
, 
відноситься до Фільдерського тунелю. 

Початок будівництва тунелю відбулося 10 липня 2014 року 

Всього пройдено 19,8 км тунелю і поперечних переходів. 

Збойка відбулася 29 серпня 2019 року. 

Тунель можна буде використовувати з жовтня 2025 року з технологією активного контролю та безпеки. 
Урочисте комерційне введення в експлуатацію заплановано на грудень 2026 року в рамках проекту «Штутгарт 21». 

## Маршрут
Тунель сполучається зі станцією Штутгарт-Головний і спочатку прямує правим вигином, яка переходить у пряму лінію. 
Тунель прямує вгору на всій дистанції. 

У напрямку до південного порталу тунель проходить у лівому вигині 

і виходить на поверхню в районі Ехтердінгер-Ай. 

Закінчується на 9,90 км і висоті місцевості 392,4 м і переходить у виїмку завдовжки 120 м, яка тягнеться до 10,020 км. 
Верхній край колії на її південному кінці має бути на висоті 386,0 м, рельєф місцевості на висоті 387,6 м 
. 
На цій дільниці досягається паралельне положення до автомагістралі. 
Після короткої відкритої дільниці на 10,4 км входить в тунель аеропорту Штутгарт до станції аеропорт Штутгарт. 

Розрахункова швидкість в районі станції Штутгарт-Головний (0,432 км — 0,7 км ) спочатку становила 100 км/год, між 0,7 км — 5,04 км – 160 км/год, а з 5,04 км – 250 км/год. 

При 2-й процедурі зміни плану проектна швидкість 100 км/год була передбачена до 1,1 км, а потім 160 км/год. З пікету 5,04 км і далі планується 250 км/год. 

На початку 2020 року було оголошено про збільшення швидкості в нижній частині тунелю із 100 — 110 до 160 — 230 км/год. 

Це сприяє скороченню часу подорожі між Штутгартом і Ульмом до менш ніж півгодини. 